# Моккан

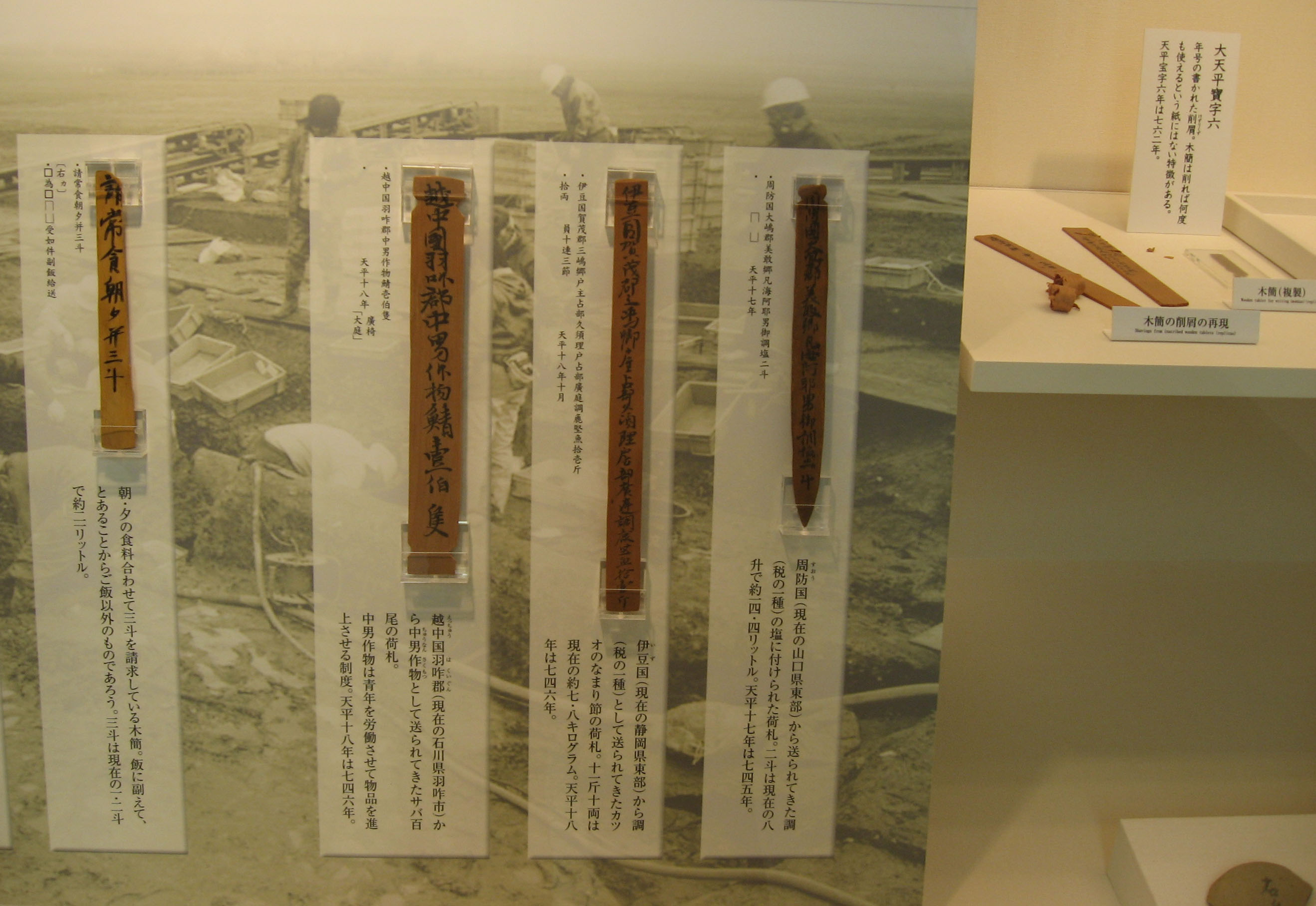
Мокканы в японском музее

Моккан (яп. 木簡) — деревянная дощечка, служившая в Японии средством связи между чиновниками.

## Общая характеристика
Моккан представляет собой деревянную дощечку длиной 10-25 см, шириной 2-3 см и толщиной в несколько миллиметров. Была завезена в Японию из Кореи, где ранее (наряду с Китаем) получила распространение. Содержимое подавляющего большинства дощечек так или иначе связано с функционированием государственного аппарата (переписка между ведомствами различных уровней). Их изготовители использовали по крайней мере четыре свойства дерева: его лёгкость, прочность, доступность и возможность повторного использования (прежняя надпись соскабливалась и наносилась новая). Благодаря последнему свойству и из-за дороговизны бумаги по истончении дощечки-мокканы могли использоваться в качестве туалетной бумаги. Пик использования мокканов приходится на VIII век. С ослаблением централизованного государства и удешевлением бумаги их использование в государственных учреждениях практически прекратилось.

## Типы надписей намоккане
Надписи на моккане подразделяются на три типа:
1. товарные бирки, которые прикреплялись к грузам. Это — наиболее массовая разновидность. На таких дощечках указывался вид продукции, её количество, а также отправитель и получатель[4];
2. сообщения различной содержательности[4]:
  - распоряжения вышестоящего ведомства нижестоящему ведомству или чиновнику (бо́льшая часть — повестки, с помощью которых чиновники вызывались к месту службы),
  - донесения от нижестоящего ведомства (чиновника) вышестоящему,
  - запросы одного ведомства другому по поводу доставки какого-либо товара,
  - послания, сопровождающие отправку груза в ответ на запрос,
  - послания, удостоверяющие получение груза,
  - разрешения на вывоз груза через ворота пункта проверки,
  - удостоверения о прохождении груза через ворота пункта проверки,
  - объявления (о розыске вора, пропаже);
3. учебные тексты, содержащие выдержки из произведений китайской философии, выписки из законодательных сводов и т. п. С помощью этих табличек древние японцы также обучались иероглифике (написанию иероглифов)[5].

## Историческая ценность
Открытие мокканов позволило решить некоторые исторические проблемы, являвшиеся предметом дискуссий. Так, были признанными необоснованными данные «Нихон сёки» о существовании в Японии уездов до 670 года — эта административная единица появилась в начале VIII века. Мокканы позволили сделать учёным заключение о существовании в VII веке ранее неизвестных должностей, а также лучше понять налоговую систему того времени. Кроме того, отсутствие на мокканах девизов правлений японских правителей VII века подставило под сомнение правдивость соответствующих девизов, приводимых в «Нихон сёки».